# Chris Potter (acteur)
Pour les articles homonymes, voir Chris Potter et Potter.
Chris Potter est un acteur et réalisateur canadien né le 23 août 1960 à Toronto (Canada).

## Biographie
Christopher Jay Potter est un acteur, musicien canadien. Il est, avant tout, connu pour ses rôles dans des séries tv populaires. Il est connu pour ses rôles de Peter Caine, le fils de Kwai Chang Caine dans « Kung-Fu : La légende continue » et pour son rôle d’artiste dans « Les Feux de l’amour ». Il joue actuellement Tim Fleming dans la série équine « Heartland ».

## Filmographie
- 1990-1992 : Material World (série télévisée) : Tim (1990-1992)
- 1993-1997 : Kung Fu, la légende continue (Kung Fu: The Legend Continues) (série télévisée) : Peter Caine (1993-1997)
- 1996-1999 : Les Dessous de Palm Beach (Silk Stalkings) (série télévisée) : Sergent Tom Ryan (1996-1999)
- 1998 : Clair comme le cristal (TV) : Adrian Seville
- 2000 : Astronauts (TV) : Sam Ryan
- 2000 : Will & Grace (saison 2, épisode 16) : Michael
- 2000-2001 : Queer as Folk (série télévisée) : Dr David Cameron (2000-2001)
- 2000 : Rocket's Red Glare : Tom Young
- 2001 : Big House (TV) : Jack Brewster
- 2001 : Amours sous thérapie (The Shrink Is In) (TV) : Jonathon
- 2001 : Tentative de meurtre (en) (Final Jeopardy) (TV) : Jed Seigel
- 2001 : Arachnid : Valentine
- 2003 : Cœur à prendre (Open House) (TV) : David Morrow
- 2003 : Les Aventuriers des mondes fantastiques (A Wrinkle in Time) de John Kent Harrison : Dr Jack Murray
- 2003-2005 : Méthode Zoé (Wild Card) (série télévisée) : Dan Lennox (2003-2005)
- 2003 : Le Diamant de la peur (TV) : Sam Bryant
- 2004 : Right Hook: A Tall Tail : Fisherman
- 2004 : Sex Traffic (TV) : Tom Harlsburgh
- 2004 : New York, unité spéciale (saison 5, épisode 25) : Mr. Rice
- 2005 : Baby-Sittor (The Pacifier) : Capt. Bill Fawcett
- 2005 : Trump Unauthorized (TV) : Fred Trump jr., adult
- 2006 : Spymate : Mike Muggins
- 2006 : Le Frisson du crime de Richard Roy : Graydon Jennings
- 2006 : New York, unité spéciale (saison 7, épisode 15) : Linus McKellen
- 2007 : Les Feux de l'amour (The Young and the Restless) (série TV) : Evan Owen (2007)
- 2007 : Superstorm (TV mini-séries) : Dan Abrams (2007)
- depuis 2007 : Heartland  : Tim Fleming (rôle principal - 237 épisodes)
- 2008 : Une assistante presque parfaite (TV) : David Wescott
- 2008 : Un soupçon de magie (The Good Witch) (TV) : Jake Russell
- 2009 : Le jardin des merveilles (The Good Witch) (TV) : Jake Russell
- 2010 : Un mariage féérique (The Good Witch) (TV) : Jake Russell
- 2010 : Un étranger dans ma maison (The Stepson) (TV) : Robert May
- 2011 : La magie de la famille (The Good Witch) (TV) : Jake Russell
- 2012 : Une famille peu ordinaire (The Good Witch) (TV) : Jake Russell
- 2013 : Ma famille bien-aimée (The Good Witch) (TV) : Jake Russell
- 2014 : Bienvenue dans la famille (The Good Witch) (TV) : Jake Russell